# Asia (nome)
Asia  è un nome proprio di persona italiano femminile.

## Origine e diffusione
È una ripresa del nome del continente asiatico, che tramite il latino Asia e il greco Ἀσία (Asia) deriva all'accadico asu, termine indicante l'est o comunque il luogo dove sorge il sole; il nome si è diffuso nei tempi moderni sia nella lingua italiana che in quella inglese.
In alcuni casi, può costituire anche un'abbreviazione di altri nomi che terminano in -asia, come Adelasia, Aspasia, Anastasia e via dicendo; è inoltre presente nella mitologia greca, dove Asia è una delle Oceanine, madre di Prometeo.
Va notato che un nome identico esiste anche in polacco, dove però è un diminutivo di Joanna, forma polacca di Giovanna.

## Onomastico
Il nome è adespota, ovvero non è portato da alcuna santa, quindi l'onomastico ricorre il 1º novembre, in occasione di Ognissanti. Si riscontra però con questo nome un santo maschio, sant'Asia, medico e martire, ricordato il 19 febbraio e generalmente identificato con san Pantaleone.

## Persone

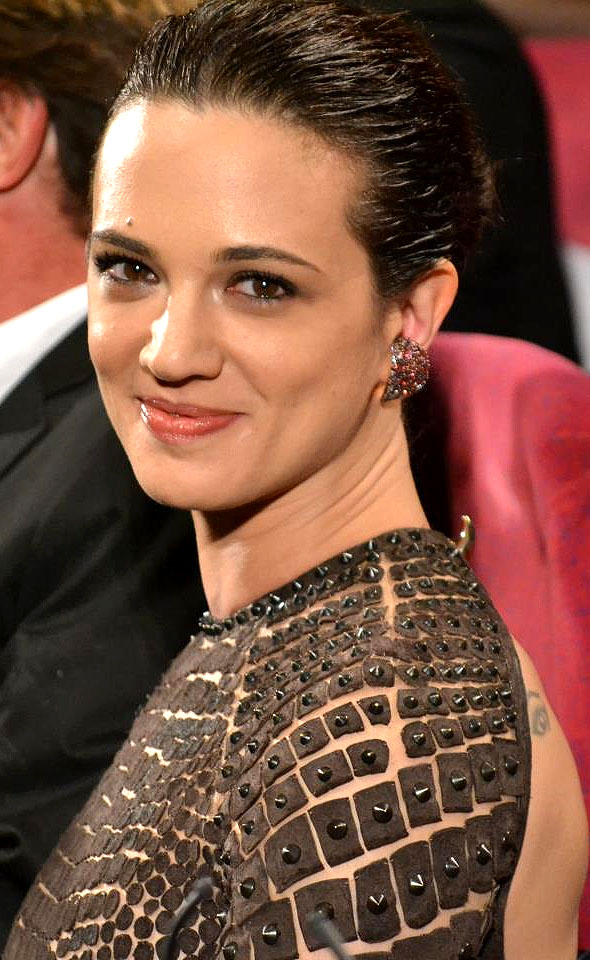
Asia Argento

- Asia Argento, attrice, regista e sceneggiatrice italiana
- Asia Bibi, donna pachistana protagonista di un caso di discriminazione religiosa
- Asia Carrera, pornoattrice statunitense
- Asia Cruise, cantante statunitense
- Asia Ramazan Antar, attivista e militare curda di cittadinanza siriana

## Il nome nelle arti
- Asia Ricci è un personaggio della soap opera CentoVetrine.

## Toponimi
- 67 Asia è un asteroide della fascia principale, che prende il nome sia dal personaggio mitologico che dal continente.